# Bana (langue tchadique)
Pour les articles homonymes, voir Bana.
Ne doit pas être confondu avec Bana (langue hmong-mien).
Le bana (ou baza, ka-bana, koma, mizeran, parole des Bana) est une langue tchadique parlée dans l'Extrême-Nord du Cameroun, dans le département du Mayo-Tsanaga, au nord et au nord-est de Bourrha, près de la frontière avec le Nigeria. Elle comporte deux dialectes principaux, le guili (ou gili) et le gamboura.
En 2007 on dénombrait 23 000 locuteurs, dont 14 000 pour le guili et 9 000 pour le gamboura.

## Écriture
| a | b | ɓ  | c  | d | dz | ɗ | e  | ə | f | g | gh | h  | ʼ  | i  | j   | k  | l  | m   | n  | ŋ  | p |
| r | s | sh | sl | t | ts | v | vb | w | y | z | zh | zl | mb | ng | ghw | kw | ʼw | ngw | ky | gy |   |